# لفافة القرفة
لفافة القرفة (كعكة القرفة أو دوامة القرفة أو القرفة الدنماركية أو حلزون القرفة)، (بالسويدية: Kanelbulle) و(بالإنجليزية: Cinnamon roll)، هي نوع من لفائف الحلوى التي تقدم في أوروبا الشمالية (خاصة في إسكندنافيا) وفي أمريكا الشمالية. يُطلق عليها في السويد اسم كانيلبول وفي الدنمارك اسم كانيلسنيغل (حلزون القرفة)، وتُعرف في النرويج باسم سميلينغسبولر وتُعرف في فنلندا باسم كورفابيوستي وهي نوع من أنواع خبز فيينا. تتألف مكوناتها الرئيسية من الطحين والقرفة والسكر والزبد، والذي يضفي عليها نكهة قوية وحلوة.

## الفطيرة
تتألف لفافة القرفة من عجينة مخمرة مغطاة بطبقة من الزبد ويُنثر عليها مزيج من القرفة والسكر (والزبيب أو مكونات أخرى في بعض الحالات). تُلف العجينة بعد ذلك وتُقطع إلى حصص منفردة من ثم تُخبز أو تُقلى.

## الأصل
يُطلق على لفافة القرفة في السويد، وهو البلد الذي يُفترض نشوؤها منه، اسم كانيلبول (والتي تعني كعكة القرفة). اعتُبر يوم 4 أكتوبر من كل سنة يومًا وطنيًا للفافة القرفة (كانيلبولينس داغ)، وذلك منذ عام 1999. تحتوي عجينة الكانيلبول عادة على الهيل (بشكل مسحوق أو حبات)، والذي يضفي عليها نكهة مميزة.
يختلف حجم لفافة القرفة من مكان إلى آخر، لكن يُقدم معظم الباعة حجمًا صغيرًا منها يبلغ قطرها 5 سنتيمترات تقريبًا إلى جانب قطعة كبيرة يبلغ قطرها نحو 10 سنتيمترات. يُمكن الحصول على حجم أكبر من هذه اللفائف في فنلندا، وتُسمى كورفابيوستي (تعني حرفيًا «قيد على الأذن» ومجازيًا «جر أذن شخص ما لتأديبه»)، والتي يصل قطرها إلى 20 سنتيمترًا وتزن نحو 200 غرامًا. تشتهر منطقة هاجا في مدينة غوتنبرغ السويدية بلفائف القرقة كبيرة الحجم. تُسمى لفائف القرفة هذه باسم هاجابولار أو «ملكة المطبخ». يبلغ قطر الهاجابولار نحو 30 سنتيمترًا أو أكثر ولا يتشارك الأشخاص في أكلها على الرغم من كبر حجمها. يطلب كل شخص لفيفة واحدة منها ليأكلها بمفرده. 

## تقاليد لفافة القرفة
يتمتع الأشخاص بتناول لفائف القرفة في السويد خلال استراحة شرب القهوة أو ما يسمى بالفيكا والتي تمثل لقاء الأصدقاء. يُحتفل باليوم الوطني لكعكة القرفة (كانيلبولينس داغ) في 4 أكتوبر.
تُتناول لفائف القرفة عادة في أمريكا الشمالية على الإفطار أو تحلية بعد الطعام. تُقدم لفائف القرفة مع كريمة الجبن في الولايات المتحدة الأمريكية عند تناولها على الإفطار.

## معرض الصور

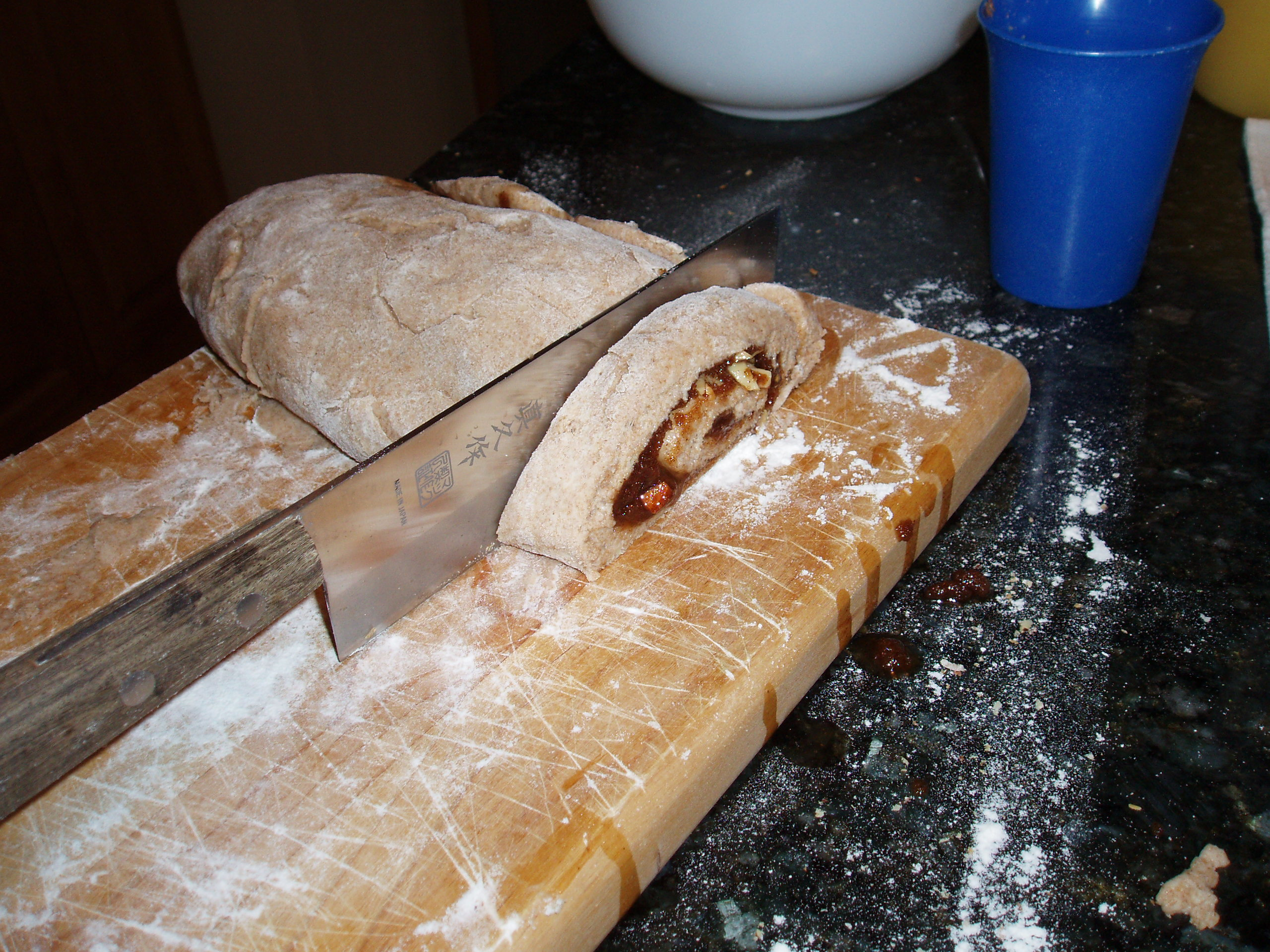
قَطْع العجينة إلى لفافات قرفة
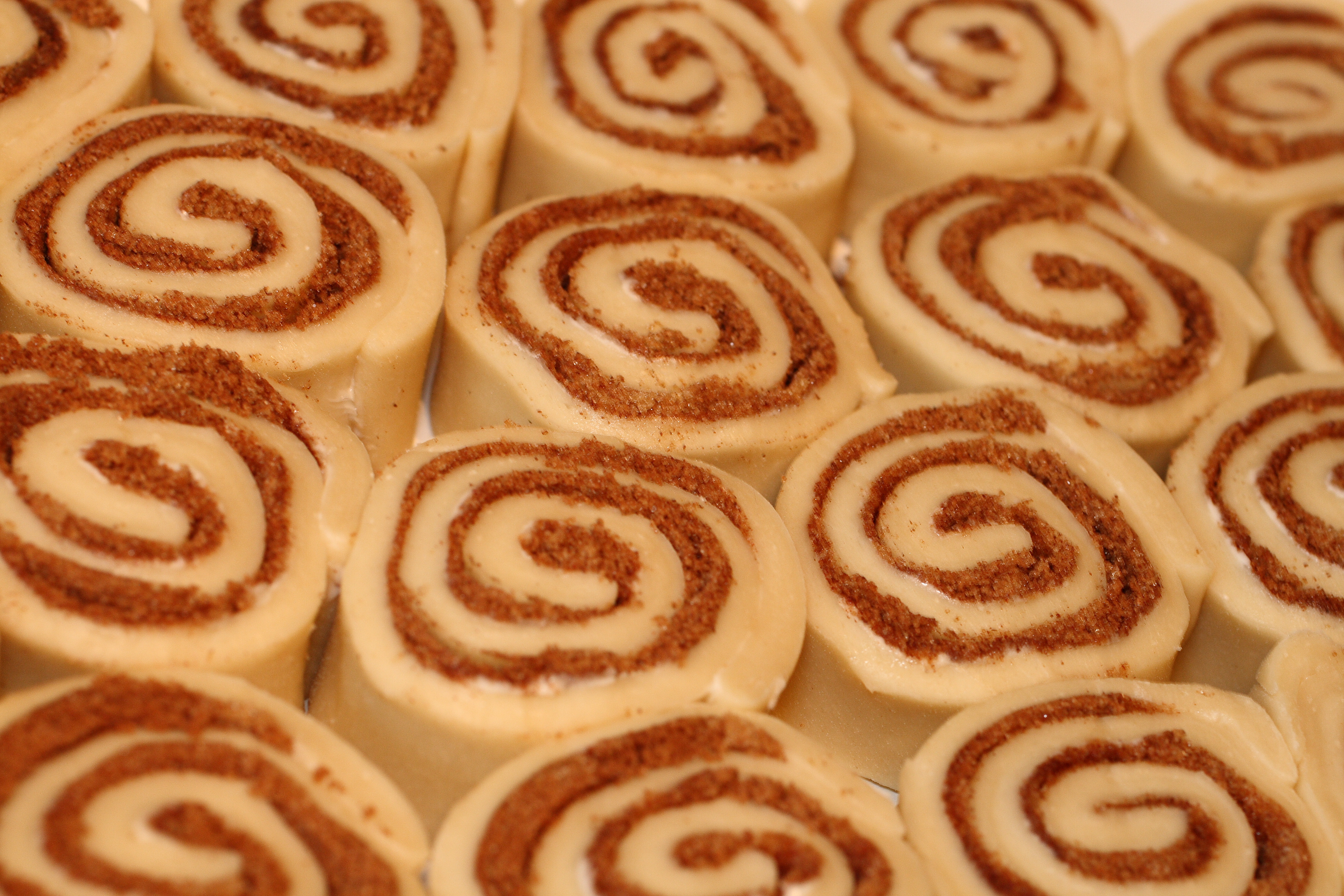
لفافات قرفة قبل وضعها في الفرن
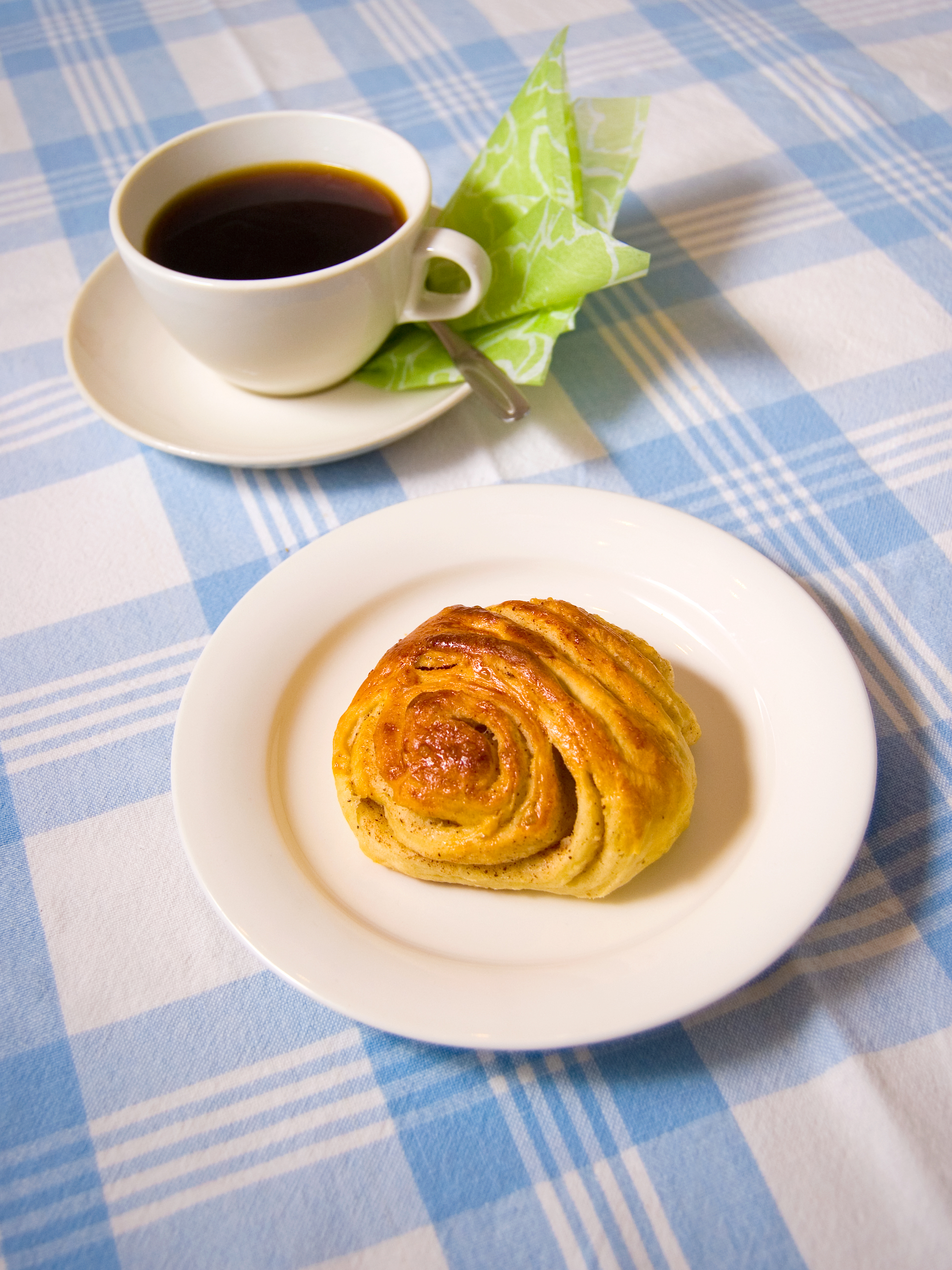
لفافة قرفة فنلندية
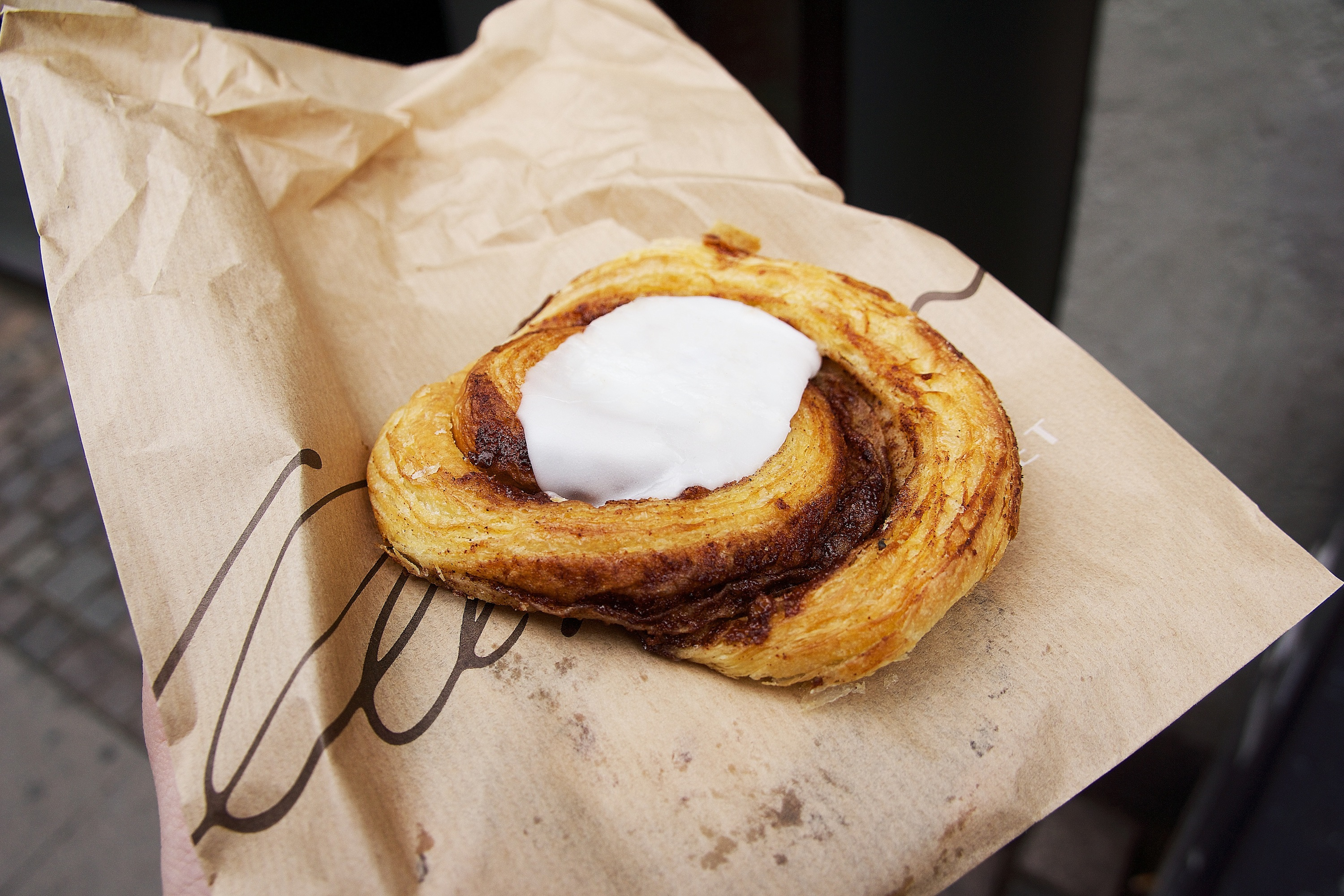
لفافة قرفة دنماركية
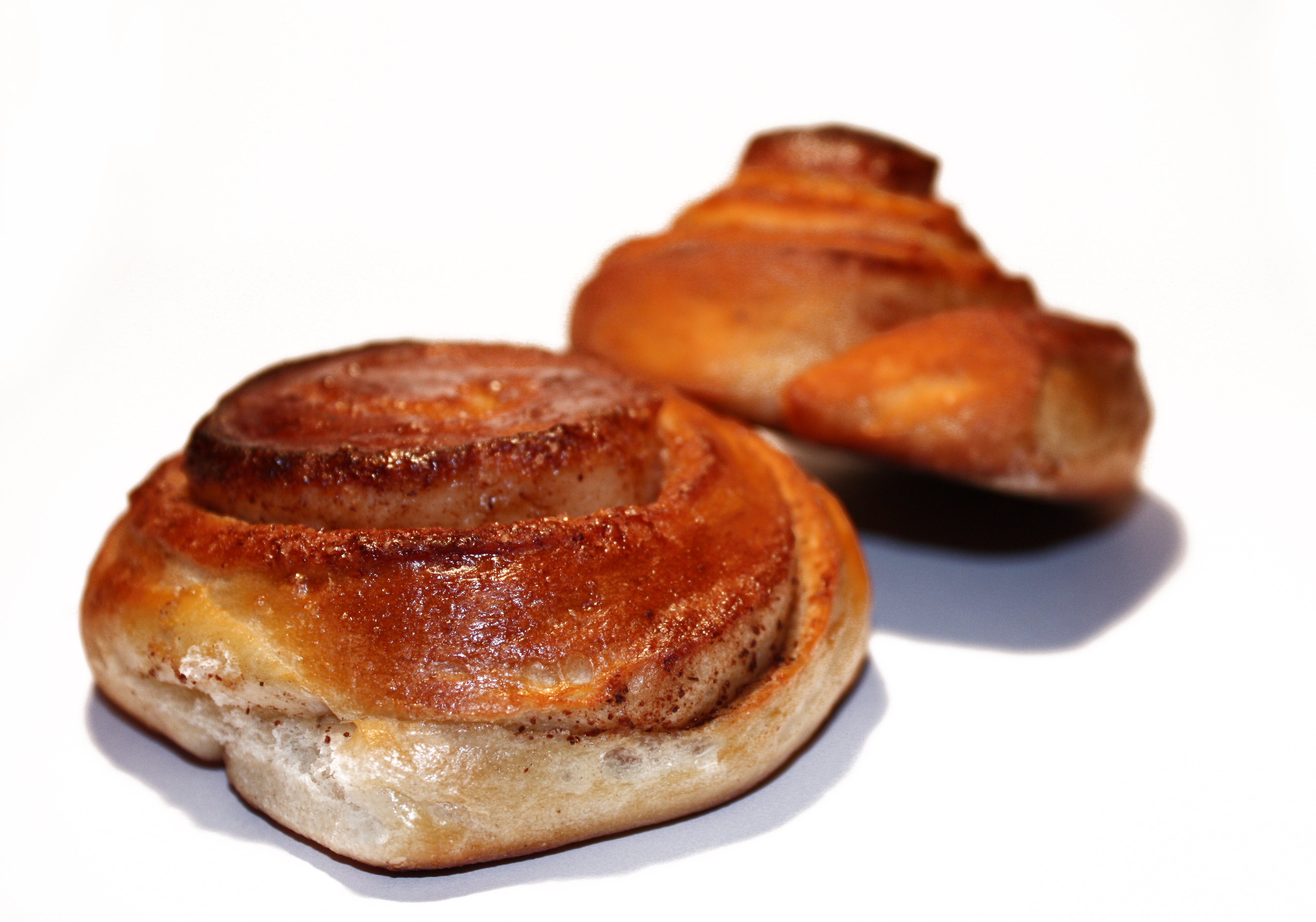
لفافة قرفة نرويجية
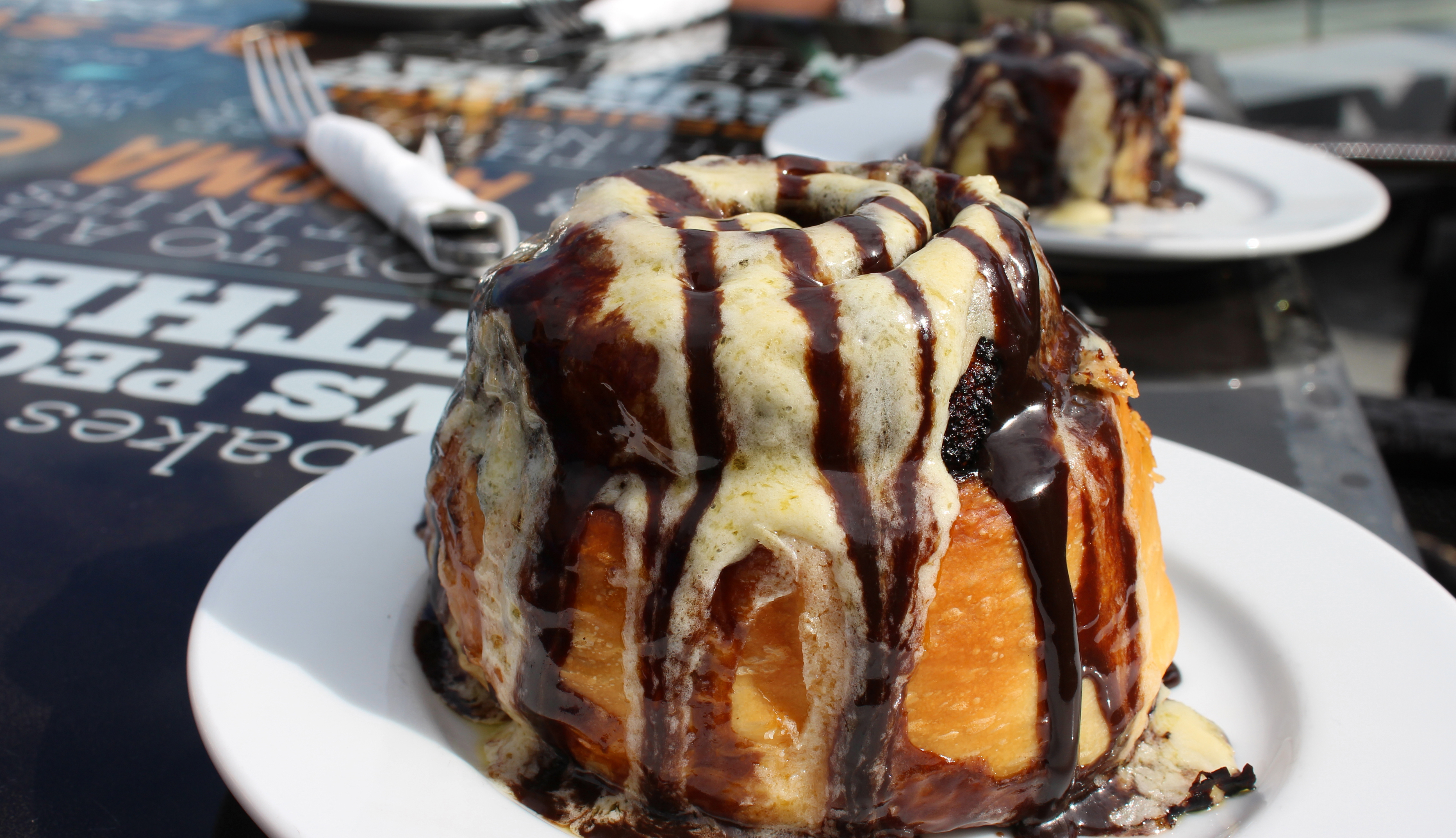
لفافة قرفة بالإسكندرية بمصر